# نهاية المناوبة
نهاية المناوبة (بالإنجليزية: End of Watch)‏ هو فيلم إثارة ودراما إنتاج 2012 من تأليف وإخراج ديفيد آير. الفيلم بطولة جيك جيلنهال ومايكل بينا وأنا كندريك. عرض الفيلم في 21 سبتمبر 2012 (الولايات المتحدة الأمريكية).

## القصة
جيك جيلنهال ومايكل بينا اللذان يقومان بدور شرطيين في لوس أنجلوس وصديقين مقربين. وأثناء محاولاتهما لحفظ الأمن في الشوارع يصبحان عدويين لمنظمة مخدرات كبيرة غير قانونية
أصبحا مستهدفين من قبل منظمة المخدرات واصبحوا يتبعوهم من دون علم فيقررو قتلهما فأقعوهم في فخ وبعد مطاردة شرسة يصيبو أحد الشرطيين ويقومو بقتل شريك المصاب وتصبح القصة حزينة

## طاقم الفيلم
- جيك جيلنهال في دور بريان تايلور
- مايكل بينا في دور ميغيل «مايك» زافالا
- موريس كومبت في دور سانتياغو «بيج إيفل» فلوريس
- ناتالي مارتينيز في دور جابي زافالا
- آنا كيندريك في دور جانيت تايلور
- فلاكيس في دور لا لا
- فرانك جريلو في دور الرقيب دانيلز
- أمريكا فيرارا في دور مسؤول أوروزكو
- كودي هورن في دور ضابط ديفيس
- ديفيد هاربر في دور الرقيب فان هاوزر
- كلي سلون في دور تري
- ديفيد فرنانديز الابن في دور مجفل
- شوندريلا أفيري في دور بونيتا
- كريستي وو في دور سوك

## وصلات خارجية
- نهاية المناوبة على موقع IMDb (الإنجليزية)
- نهاية المناوبة على موقع ميتاكريتيك (الإنجليزية)
- نهاية المناوبة على موقع روتن توميتوز (الإنجليزية)
- نهاية المناوبة على موقع نتفليكس (الإنجليزية)
- نهاية المناوبة على موقع قاعدة بيانات الأفلام العربية
- نهاية المناوبة على موقع ألو سيني (الفرنسية)
- نهاية المناوبة على موقع Turner Classic Movies (الإنجليزية)
- نهاية المناوبة على موقع أول موفي (الإنجليزية)
- نهاية المناوبة على موقع بوكس أوفيس موجو (الإنجليزية)
- نهاية المناوبة على موقع فيلمافينيتي (الإسبانية)